# Ancylis
Ancylis is een geslacht van vlinders uit de onderfamilie Olethreutinae en de familie van de bladrollers (Tortricidae). De wetenschappelijke naam is gepubliceerd in 1816 door Jacob Hübner.
De typesoort van het geslacht is Tortrix harpana Hübner, [1799]

## Soorten
- A. acrogypsa Turner, 1916
- A. acromochla (Turner, 1946)
- A. achatana (Denis & Schiffermüller, 1775) - dwarsstreephaakbladroller
- A. albacostana Kearfott, 1905
- A. albafascia Heinrich, 1929
- A. amplimacula Falkovich, 1965
- A. ancorata Meyrick, 1912
- A. anguillana (Meyrick, 1881)
- A. angulifasciana (Zeller, 1875)
- A. anthophanes Meyrick, 1929
- A. anthracaspis Meyrick, 1931
- A. apicana (Walker, 1866)
- A. apicella (Denis & Schiffermüller, 1775) - fijngestreepte haakbladroller
- A. apicipicta Oku, 2005
- A. arcitenens Meyrick, 1922
- A. argenticiliana Walsingham, 1897
- A. argillacea (Turner, 1916)
- A. aromatias Meyrick, 1912
- A. artifica (Meyrick, 1911)
- A. atricapilla (Meyrick, 1917)
- A. badiana (Denis & Schiffermüller, 1775) - bonte haakbladroller
- A. barabashi Trematerra & Li, 2009
- A. bauhiniae Busck, 1934
- A. biscissana
- A. brauni (Heinrich, 1931)
- A. bucovinella Peiu & Nemes, 1969
- A. burgessiana (Zeller, 1875)
- A. carbonana Heinrich, 1903
- A. carpalima
- A. carpalina Meyrick, 1911
- A. caudifer Stringer, 1929
- A. celerata (Meyrick, 1912)
- A. colaccii
- A. colonota
- A. columbiana (McDunnough, 1955)
- A. comptana (Frolich, 1828) - kleine haakbladroller
- A. comptanoides Strand, 1920
- A. convergens Diakonoff, 1984
- A. cordiae Busck, 1934
- A. cornifoliana
- A. coronopa
- A. corylicolana Kuznetsov, 1962
- A. charisema Meyrick, 1934
- A. definitivana (Heinrich, 1923)
- A. diminutana (Haworth, 1811) - lichte haakbladroller
- A. discigerana
- A. divisana (Walker, 1863)
- A. ecuadorica Razowski & Wojtusiak, 2009
- A. enneametra Meyrick, 1927
- A. erythrana
- A. erythrosema
- A. eupena (Turner, 1946)
- A. falcata (Walsingham, 1891)
- A. falsicoma Meyrick, 1914
- A. fergusoni
- A. fidana
- A. floridana
- A. forsterana
- A. fuscociliana (Clemens, 1864)
- A. galeamatana (McDunnough, 1956)
- A. geminana (Donovan, 1806) - grijze haakbladroller
- A. gigas
- A. glycyphaga Meyrick, 1912
- A. goodelliana (Fernald, 1881)
- A. habeleri Huemer & Tarmann, 1997
- A. halisparta Meyrick, 1909
- A. hemicatharta Meyrick, 1935
- A. hibbertiana
- A. himerodana
- A. hygroberylla
- A. hylaea Meyrick, 1912
- A. impatiens (Meyrick, 1921)
- A. infectana
- A. karafutonis Matsumura, 1911
- A. kenneli Kuznetsov, 1962
- A. kincaidiana
- A. kurentzovi Kuznetsov, 1969
- A. laciniana (Zeller, 1875)
- A. laetana (Fabricius, 1775) - witte haakbladroller
- A. lamiana (Clemens, 1864)
- A. latipennis Walsingham, 1900
- A. limosa
- A. loktini Kuznetsov, 1969
- A. lomholdti Kawabe, 1989
- A. longestriata
- A. luana
- A. lutescens Meyrick, 1912
- A. lyellana (Curtis, 1831)
- A. mandarinana Walsingham, 1900

- A. maritima Dyar, 1904
- A. mediofasciana (Clemens, 1864)
- A. melanostigma Kuznetsov, 1970
- A. mesoscia
- A. metamelana
- A. micta
- A. minimana (Caradja, 1916)
- A. mira (Heinrich, 1929)
- A. mitterbacheriana (Denis & Schiffermüller, 1775) - oranje haakbladroller
- A. monochroa Diakonoff, 1984
- A. muricana (Walsingham, 1879)
- A. myrtilana
- A. myrtillana (Treitschke, 1830) - bosbeshaakbladroller
- A. natalana (Walsingham, 1881)
- A. nemorana Kuznetsov, 1969
- A. nilios
- A. nomica Walsingham, 1914
- A. nubeculana (Clemens, 1860)
- A. obtusana (Haworth, 1811) - rossige haakbladroller
- A. oculifera (Walsingham, 1891)
- A. ochropepla
- A. oestobola Diakonoff, 1984
- A. pacificana (Walsingham, 1879)
- A. paludana Barrett, 1871 - puntige haakbladroller
- A. panolbia (Turner, 1946)
- A. partitana (Christoph, 1882)
- A. percnobathra Meyrick, 1933
- A. phileris
- A. platanana (Clemens, 1860)
- A. plumbata (Clarke, 1951)
- A. pseustis
- A. pulchellana (Clemens, 1864)
- A. repandana Kennel, 1901
- A. rhacodyta Meyrick, 1938
- A. rhenana Muller-Rutz, 1920
- A. rhoderana
- A. rhodorana (McDunnough, 1954)
- A. rimosa Meyrick, 1921
- A. rostrifera Meyrick, 1912
- A. sativa Liu, 1979
- A. sciodelta
- A. sederana Chrétien, 1915
- A. segetana
- A. selenana (Guenee, 1845)
- A. semiovana (Zeller, 1875)
- A. sepusiensis Reiprich, 1988
- A. shastensis
- A. sheppardana
- A. shepperdana (McDunnough, 1956)
- A. simuloides (McDunnough, 1955)
- A. sophroniella Walsingham, 1907
- A. sparulana (Staudinger, 1859)
- A. spinicola Meyrick, 1927
- A. spiraeifoliana
- A. spireaefoliana (Clemens, 1860)
- A. stenampyx Diakonoff, 1982
- A. stilpna
- A. subaequana (Zeller, 1875)
- A. subarcuana (Douglas, 1847)
- A. synomotis
- A. tenebrica (Heinrich, 1929)
- A. thalera Meyrick, 1907
- A. tineana (Hübner, 1799) - bruine haakbladroller
- A. torontana (Kearfott, 1907)
- A. transienta Filipjev, 1926
- A. transientana
- A. tryssops
- A. tumida Meyrick, 1912
- A. uncalana (Haworth, 1811)
- A. uncella (Denis & Schiffermüller, 1775) - heidehaakbladroller
- A. unculana (Haworth, 1811) - purperrode haakbladroller
- A. unguicella (Linnaeus, 1758) - slanke haakbladroller
- A. upupana (Treitschke, 1835) - zwarte haakbladroller
- A. ussuricana Trematerra & Li, 2009
- A. ventriverticalis Zhang & Li, 2008
- A. virididorsana (Möschler, 1890)
- A. volutana
- A. youmiae Byun & Yan, 2005